# Biggs & Wedge
Biggs och Wedge är två återkommande rollfigurer i Final Fantasy-spelen. Figurernas ursprung kommer egentligen från den första Star Wars-filmen där två rollfigurer vid namn "Wedge Antilles" och "Biggs Darklighter" förekommer. Dessa två figurer i spelen har blivit lite av ett skämt och en tradition och de dyker upp i olika sorters roller.

## Final Fantasy VI
Biggs och Wedge dök först upp i Final Fantasy VI som kom 1994. Där arbetar de två som soldater för Imperiet och har fått i uppdrag att leta upp en esper tillsammans med den hjärntvättade Terra. Dock blir deras uppdrag kortvarigt då de blir eliminerade av en fiende inne i Narshes grottor.
I originalversionen av Final Fantasy VI hette Biggs Vicks. Detta på grund av ett bland flera misstag från översättaren. Spelet fick några år senare en nyutgåva där Biggs fått tillbaka sitt riktiga namn.

## Final Fantasy VII
I Final Fantasy VII är både Biggs och Wedge medlemmar i gruppen AVALANCHE tillsammans med huvudfigurerna Cloud Strife och Barret Wallace. Tillsammans förstör de Shinras makoreaktorer för att rädda planeten. Detta leder dock till att president Shinra tröttnar på de ständiga bombningarna och skickar The Turks för att spränga en stödpelare åt Sektor 7 som ska krascha ner på folket och ge skulden till AVALANCHE. I ett försök att stoppa Shinra tillsammans med en tredje medlem i gruppen, Jessie, dör både Biggs och Wedge.

## Final Fantasy VIII
I Final Fantasy VIII är Biggs och Wedge två soldater i Galbadias armé med dålig lön. De dyker upp vid ett antal tillfällen och tvingar huvudkaraktärerna att strida mot dem. Biggs har befälet över Wedge och i och med deras misslyckanden mot huvudkaraktärerna blir de ständigt nergraderade.

## Final Fantasy IX
I detta spel är Biggs och Wedge vänner med huvudrollsinnehavaren Zidane. De är båda med i ett stråtrövarband.

## Final Fantasy X
I Final Fantasy X och i uppföljaren Final Fantasy X-2 är Biggs och Wedge två vakter i Lucas Blitzball-stadion. Båda två kan rekryteras till spelarens eget Blitzball-lag.

## Övriga spel
Förutom Final Fantasy-serien dyker Biggs och Wedge upp i följande spel:
- Chrono Trigger - Square Enix låg även bakom detta spel så man kan säkert se det som samma slags tradition.
- World of Warcraft - Två karaktärer vid namn Biggs och Wedge dyker upp vid samma plats. Detta har dock ingen koppling med Final Fantasy, men troligen med Star Wars.